# 密尔经学院
密尔经学院（Mir Yeshiva， 希伯來語：‎）是一个犹太教正统派经学院。起源于俄罗斯帝国的立陶宛小镇密尔 ，现在属于白俄罗斯。在二战期间，密尔经学院历经数次搬迁，包括日本神户和中国上海，目前已演变成三个经学院：耶路撒冷的密尔经学院，总部设于以色列之家，在莫迪因伊利特设有分校, 其他两个都在纽约州的布鲁克林: 密尔经学院（布鲁克林）、以及Bais Hatalmud。
耶路撒冷密尔经学院现有8,500名单身以及已婚的学生，是世界上最大的犹太教经学院。大部分学生来自美国和以色列，也有许多学生来自其他地方，例如英国、比利时、法国、墨西哥、瑞士、阿根廷、奥地利和加拿大。

## 起源
密尔经学院由俄罗斯帝国白俄罗斯小镇密尔的撒母耳·提克汀斯基（Shmuel Tiktinsky）拉比创立于1815年，比瓦洛任经学院晚成立12年。也有说法称密尔经学院建于1814年或1817年。撒母耳拉比去世后，他的长子亚伯拉罕·提克汀斯基拉比担任院长。亚伯拉罕去世后，由小儿子 Chaim Leib Tiktinsky 担任院长。Chaim 去世后，由儿子亚伯拉罕·提克汀斯基担任院长。亚伯拉罕拉比引进了以利亚·卡迈拉比（Eliyahu Boruch Kamai）进入经学院。卡迈拉比主持经学院期间，在希望引进慕沙运动与反对慕沙运动者之间，摇摆不定。
1903年，卡迈拉比的女儿马尔卡嫁给埃利泽耶胡达·芬克尔拉比，是传奇性的诺森·茨维·芬克尔拉比的儿子。他在1906年也任教于经学院。在他的影响下，经学院明确加入慕沙运动，由Zalman Dolinski拉比担任首任指导者（mashgiach）。

## 两次世界大战之间的黄金时代
1914年第一次世界大战爆发，经学院从密尔搬到乌克兰波尔塔瓦。1917年卡迈拉比去世后，埃利泽·耶胡达·芬克尔拉比担任院长，迎来了经学院的黄金时代。1920年，密尔划归波兰所有。1921年，经学院搬回密尔的原校址，在那里走向繁荣。经学院的名声远播，学生不仅来自全欧洲，甚至来自美国、南非和澳大利亚，学生人数增加到接近500人。到第二次世界大战爆发时，在立陶宛，几乎没有一位经学院院长未在密尔学习过。在此期间，耶乔姆·莱沃维茨（Yeruchom Levovitz）拉比加入经学院，继 Zalman Dolinski拉比之后，担任指导者。
1929年，经学院最有天赋的学生之一哈伊姆（Chaim Leib Shmuelevitz）与埃利泽·耶胡达·芬克尔拉比的女儿结婚。哈伊姆拉比于1935年担任学院的教师。

## 逃到东方
1939年，纳粹德国和苏联从西面和东面同时入侵波兰，密尔地处共产党苏联统治区，意味着经学院不能留在密尔。许多在外国出生的学生离开，但经学院的大部分搬迁到立陶宛，那里虽然已被苏联占领，但尚未苏维埃化。经学院首先重建于维尔纽斯，然后在凱代尼艾。几个月后，立陶宛被苏联吞并，经学院的未来再次堪忧。
经学院临时分为四个部分，第一部分由哈伊姆拉比担任院长，耶奇兹克尔·利文斯坦（Yechezkel Levenstein）拉比担任指导者，搬迁到Krakinova；其余三个部分去了三个小镇：Ramigola, Shat 和 Krak。但是很明显，这样的安排只是临时措施，经学院需要逃离苏联占领的立陶宛，才能生存下去。在1940年夏天，经学院的几个学生了解到，荷兰驻立陶宛大使愿意向他们提供前往加勒比海岛屿库拉索的目的地签证。同时，日本驻立陶宛领事杉原千亩同意发放过境签证，给这些希望经过日本占领的太平洋逃离的难民。杉原千亩共发放了几千张过境签证，使得经学院的师生得以前往远东。
1940年秋天，密尔经学院全校师生经过西伯利亚铁路到达太平洋港口海参崴，然后乘船到达日本敦贺市。1941年3月，经学院在日本神户重新开学。

## 神户
密尔经学院在神户期间，对于在何时遵守安息日时引发了争议。几个较小的经学院也效法密尔经学院，设法逃离。尽管遇到了困难，经学院的领导人还是尽其努力，分配资金（主要来自于美犹联合救济委员会），确保所有学生都能有住处和食物。

## 上海

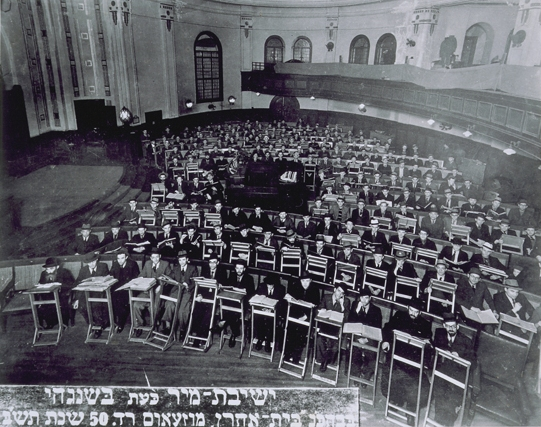
密尔经学院的师生在上海阿哈龙会堂

不久之后，日本驱逐本土的犹太人，经学院再次搬迁，到日本控制下的中国上海，他们在那里一直待到1947年。在上海，密尔经学院的师生被安排在阿哈龙会堂，这座犹太会堂由著名的上海犹太人房地产大亨哈同建于1920年代。在最初的几个星期，资金尚未到达之前，经学院师生曾遭受了营养不良。

## 战后重建

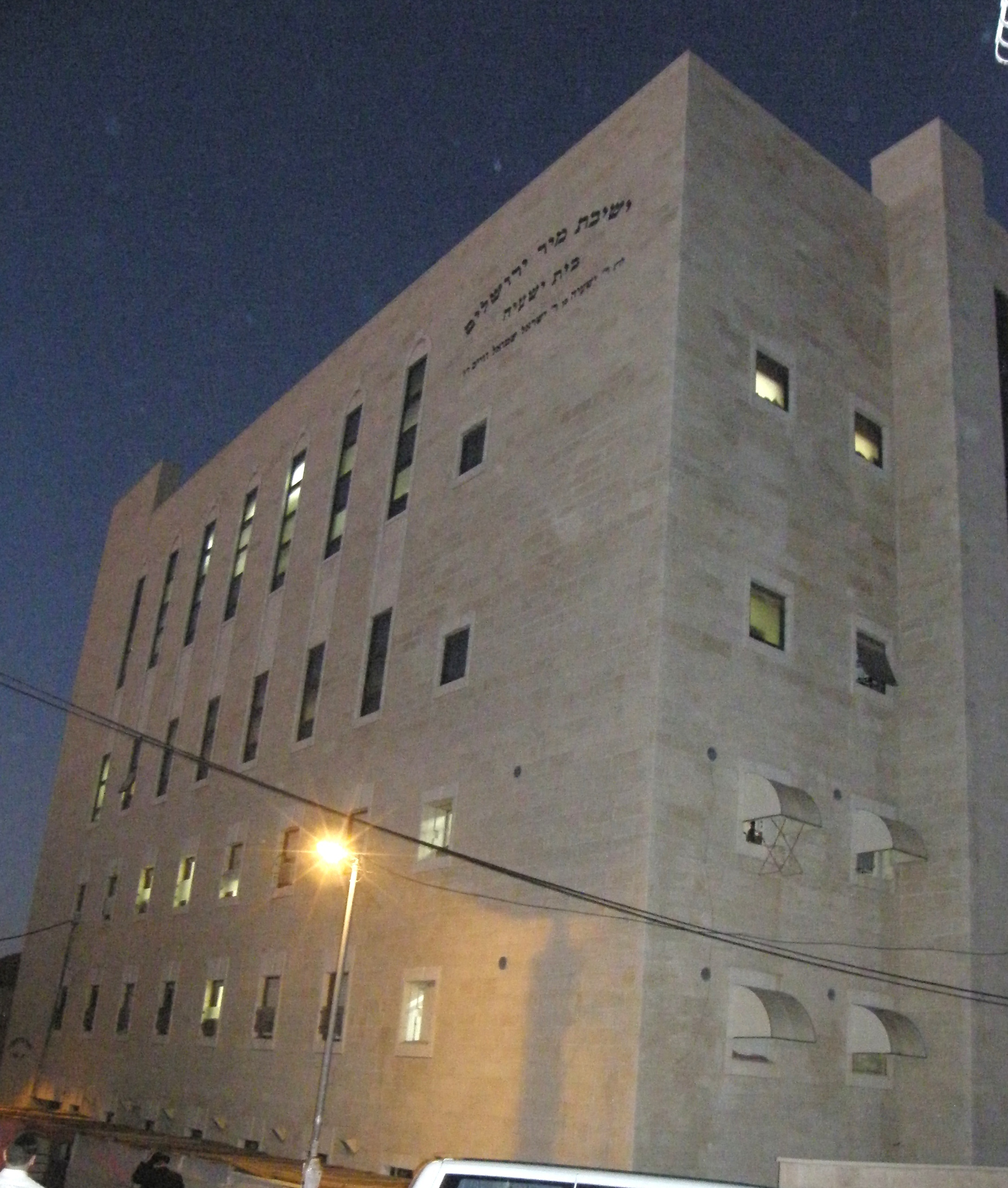
耶路撒冷密尔经学院

在战争结束后，大部分犹太难民都离开了上海隔都，前往巴勒斯坦和美国。密尔经学院的两位院长，埃利泽·耶胡达·芬克尔拉比和亚伯拉罕拉比（Abraham Kalmanowitz），在1939年战争爆发之前就设法逃离了欧洲，没有陪同经学院来上海。他们分别在耶路撒冷和纽约市布鲁克林，重建了两座密尔经学院。
埃利泽·耶胡达·芬克尔拉比前往巴勒斯坦，为他的学生获得签证，准备在以色列地的耶路撒冷重建建密尔经学院。但这个计划因第二次世界大战爆发而中断。1944年，拉比芬克尔在耶路撒冷开设犹太学校的一个分校，有10名学生，其中有夏皮罗（Yudel Shapiro）拉比、哈伊姆布赖姆（Chaim Brim）拉比和Chaim Greineman拉比。

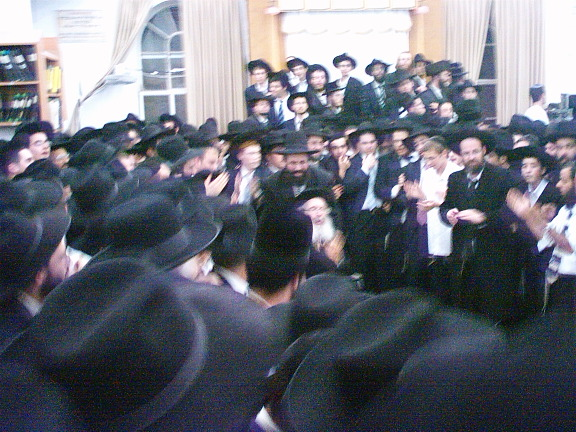
2006年

Kalamanowitz拉比前往美国，在纽约市布鲁克林建立了
1947年初，经学院的领导人，Shmuelevitz拉比和莱文施泰因拉比（Levenstein），带领学生离开上海，前往纽约。三个月后， Shmuelevitz 拉比乘船前往巴勒斯坦，加入芬克尔拉比重建的密尔经学院。许多师生也跟随他前往耶路撒冷。